# Andrei Michailowitsch Kurbski
Andrei Michailowitsch Kurbski (auch Andrei Fürst von Jaroslawl, russisch Андрей Михайлович Курбский; * 1528; † 1583) war ein russischer Fürst, Feldherr und Politiker. Er war einer der engsten Vertrauten und später ein führender politischer Gegner des russischen Zaren Iwans des Schrecklichen. Sein Briefwechsel mit dem Zaren ist eine einzigartige Quelle für die Geschichte Russlands im 16. Jahrhundert.

## Leben
Kurbski entstammte der fürstlichen Rurikiden-Nebenlinie der Kurbskis, die ihren Namen von der Stadt Kurba bei Jaroslawl hatte. Er wurde auch unter dem Namen Krupski geführt und führte das „Lewart“-Wappen (Großfürstentum Litauen, Polen-Litauen). Er zeichnete sich bei den regelmäßigen Feldzügen gegen Kasan (Moskau-Kasan-Kriege) aus und insbesondere bei der Niederwerfung der Udmurten, wonach er in den Bojaren-Stand aufstieg, und der darauf folgenden Einnahme von Kasan 1552, wo er die rechte Flanke kommandierte und verwundet wurde. Er wurde ein Freund und enger Berater von Iwan IV. Im Livländischen Krieg führte er die Truppen bei der Eroberung von Dorpat 1558. Einige Jahre später fiel er in Ungnade und floh vor dem sicheren Tod im April 1564 nach Litauen und führte eine polnisch-litauische Armee im Krieg gegen Iwan IV. im Auftrag des Großfürsten Sigismund II. August, die die Gegend um Welikije Luki verwüstete. Dafür erhielt er vom Großfürsten die Stadt Kowel mit Umland zur Herrschaft, wo er sich niederließ.
Zwischen 1564 und 1579 schrieb er immer wieder anklagende Briefe an Iwan IV., in denen er ihm mit drastischen Worten und detaillierten Schilderungen seine Grausamkeiten und seine despotische Willkürherrschaft vorwirft. Er zitiert dabei klassische Autoren wie Cicero und häufig die Bibel (er vergleicht Iwan mit König Saul in der Bibel, der auf Wahrsager hörte). Iwan antwortet ebenso drastisch, vergleicht ihn mit Judas und verteidigt seine Rechte als absoluter Herrscher, der nur Gott verantwortlich sei. Als Iwan den ersten Brief von Kurbski erhielt, vorgelesen von dessen treuem Diener Schibanow, soll er, nachdem er vom anklagenden Ton überrascht war, dem Diener die eiserne Spitze seines Stocks in den Fuß gerammt und ihn gezwungen haben weiterzulesen, später ließ er ihn zu Tode foltern. Einige Historiker (zuerst Edward L. Keenan 1971) bezweifelten die Authentizität. Nach Keenan wären sie zu literarisch und erst sechzig bis achtzig Jahre später entstanden. Meist werden sie aber für authentisch gehalten. Der Herausgeber der englischen Ausgabe J. L. I. Fennell hielt sie für von außerordentlicher Bedeutung für ein Verständnis des mittelalterlichen Russlands. Sonst gibt es kaum erhaltene Briefe von Iwan IV. oder Mitgliedern seines Hofes.
Kurbskis Sohn konvertierte zum Katholizismus (er taucht als Figur in Puschkins Drama Boris Godunow auf).

## Briefwechsel mit Iwan dem Schrecklichen
- Karl Stählin: Der Briefwechsel Iwans des Schrecklichen mit dem Fürsten Kurbskij (1564-1579). Leipzig 1921 (Auszüge)
- John Lister Illingworth Fennell (Hrsg. und Übersetzer): The correspondence between Prince A. M. Kurbsky and Tsar Ivan IV of Russia : 1564-1579, Cambridge: Univ. Press, 1955, 1963